# Manoir de Le May
Le manoir de Le May, (ou manoir de Lemay, manoir de Lemais, manoir de Le Mée, manoir du Grand-Lemay) est un manoir de Guéhenno, dans le Morbihan.

## Localisation
Le manoir est situé au hameau du Grand-Lemay, à environ 2,3 km à vol d'oiseau au nord-est du bourg de Guéhenno.

## Historique
Inachevé, le manoir est construit dans les années 1570, par la famille Lesmais pour servir de pavillon de chasse. Habitation du seigneur de Le May, ayant droit de moyenne et basse justice, il relevait du comté de Porhoët.
Il appartient successivement aux familles Lesmais, Duplessix, Keravéon, Cambout, Montaigu et Coutance.
En ruine au XXe siècle, il est utilisé comme débarras par la ferme voisine. Son rachat par le SIVOM du canton de Saint-Jean-Brévelay et sa protection au titre des monuments historiques en 1993 ont permis le sauvetage de cet édifice. Sa propriété passe ensuite aux communautés de communes dont relève Guéhenno : Saint-Jean Communauté et Centre Morbihan Communauté. Malgré une rénovation totale en 2002, des désordres structurels apparaissent cinq ans plus tard. Devant les frais à engager pour remettre en état le bâtiment, les élus intercommunaux décident de le mettre en vente en 2017, mettant fin à un projet de centre d'interprétation du patrimoine.
Le manoir et le colombier sont classés au titre des monuments historiques par arrêté du 4 juin 1993. L'emprise au sol et la longère au sud sont inscrits au titre des monuments historiques par arrêté du 4 juin 1993.

## Description
Le corps de logis, bâti en granite, est de style Renaissance. Bâti sur trois étages, le logis comprend un bâtiment en équerre, une tourelle d'escalier et une aile lui faisant pendant.
Le colombier est bâti, au XVIe siècle (comme le manoir), hors de l'enclos seigneurial, au milieu des terres agricoles.